# Unione Zoologica Italiana
Die Unione Zoologica Italiana (UZI) ist eine italienische wissenschaftliche Gesellschaft mit Sitz bei der Universität La Sapienza in Rom. Als gemeinnützige Organisation fördert sie das allgemeine Interesse an der Zoologie und den Austausch zwischen Zoologen und vertritt deren Belange. Sie unterstützt den Naturschutz im Allgemeinen und den Tierschutz im Besonderen. Experten der Gesellschaft sind bei verschiedenen staatlichen Stellen beratend tätig.
Die „Italienische Zoologische Union“ wurde am 22. April 1900 in Pavia gegründet. 1930 begann sie mit der Veröffentlichung der Fachzeitschrift Bollettino di Zoologia, die 1996 in Italian Journal of Zoology umbenannt wurde. Darüber hinaus publiziert sie seit 1987 im Rahmen der Collana UZI die Selected Symposia and Monographs und die Problemi di Biologia e di Storia naturale, in Zusammenarbeit mit dem Umweltministerium die Check List della Fauna Italiana und in Zusammenarbeit mit der Società Entomologica Italiana die Volumi della Fauna Italiana. Seit ihrer Gründung hat die Gesellschaft etliche Kongresse, Tagungen und Seminare veranstaltet.
Die Unione Zoologica Italiana ist gehört dem Dachverband Federazione Italiana Società Biologiche an.